# 李文忠 (臺灣)
李文忠（1958年6月20日—），中華民國政治人物，民主進步黨籍，南投縣人，曾任國防安全研究院執行長、國軍退除役官兵輔導委員會政務副主任委員兼榮民榮眷基金會董事長、立法委員及國民大會代表，亦曾兩度參選南投縣縣長落敗。就讀國立臺灣大學期間曾主導學生運動，為台大「511李文忠事件」主角，因向學校據理力爭而遭校方退學，因李文忠曾兩度以聯考系榜首高分考入台大外文系及台大政治系國關組，當時國民黨政府因擔心李文忠退學後又再度參加大學聯考回到台大，李文忠於退學後即接獲入伍通知書而去當兵。退伍後與賴勁麟等人參加工運，為當年明顯弱勢的勞工爭取聲音。後來當選國大代表、立法委員，為民進黨內前新系成員之一。2006年11月13日，因同黨總統陳水扁陷貪腐疑雲，李文忠與同黨立委林濁水向人民表達歉意同時宣佈辭去立委一職。2009年參選南投縣長選舉，敗於中國國民黨籍的李朝卿。2012年獲民進黨主席蘇貞昌邀請擔任民進黨中央黨部組織發展部主任。
2013年6月1日，李文忠宣布再次參選南投縣縣長選舉，並自即日起辭任民進黨組織部主任。2013年11月18日，李文忠從民進黨初選民調中勝出，代表民進黨參加2014年南投縣長選舉，在不被看好的情況下爆冷門僅以5643票的些微差距敗於時任立委林明溱。2016年，隨著蔡英文政府上任，李文忠入閣，2018年並未再次參選南投縣長，擔任退輔會政務副主任委員至2024年5月20日卸任。

## 主要經歷

### 早年生活
李文忠家中有一姊姊及一弟弟。在父母離異後，六、七歲的姊姊、四歲的李文忠還有更小的弟弟，開始跟著曾在歌仔戲班擔任樂師的父親，東飄西蕩的討生活。他們曾在台中公園住了半年的帳棚，也曾經在台中親戚家的牛欄住過。流浪了幾年，父親開始生病，貧病交迫下，將姊姊與弟弟賣給別人家扶養，李文忠因為是家裏的長子，而被留下來。賣姐姐弟弟拿到了一點錢，可以去住醫院。於是父子就將所有家當搬去醫院。後來父親在李文忠九歲時過世。姊姊長大出嫁後，回家相認；弟弟則在賣給別人後，發生意外過世。

### 學生時代
父親過世後，李文忠的媽媽靠替人洗衣服養大李文忠，由於勞累過度，竟在李文忠以第一名考上台中一中，放榜的那一天血壓升到220，差點中風。1980年，發生了林宅血案。當他聽說林義雄的夫人方素敏要參選立委時，立刻登記作她的助選員。從此，李文忠走上了反對運動的路途，他每天在菜市場幫她發傳單。在戒嚴時代，敢公開替政治犯家屬助選發傳單，是有危險的事。調查局立刻追查李文忠的來歷，並且通知台大校方。台大的軍訓教官立刻把李文忠的媽媽找來台北，並且告訴她，她的孩子已經跟「亂黨攪在一塊」，即將被學校退學。

#### 李文忠事件
1981年李文忠就讀台灣大學外文系三年級時，因成績不及格遭校方予以退學處分。後重新考入台大政治系，就讀期間加入黨外編聯會，曾任《關懷》、《蓬萊島》、《新潮流》等雜誌編輯、許榮淑助理等職。1985年5月因要求普選台大代聯會主席，遭校方予以留校察看處分。1986年因在台灣大學校園推動普選而被校方退學，此即台灣學運史上有名的「李文忠事件」或稱「五一一事件」。
當時台大學運的主軸，是爭取將原由各院學生代表聯席會選出的主席，改為全校同學直接投票，也就是「學生會長普選」。台大代聯會開會表決普選提案時，李文忠和同學們，就穿著上面寫著「普選」的T恤，在椰林大道上遊行聲援。
遊行前，校方已經傳出消息，敢出來遊行，一定嚴加懲戒，甚至退學。結果，李文忠以首謀被校方懲戒，兩大過兩小過，加留校察看。
雖然已經到了退學邊緣，李文忠仍然在學校公開鼓吹普選。最後，校方無法再忍耐了，雖然他宣稱那學期並未選修英文，但校方仍然以李文忠英文三修不過退學。
李文忠開始在傅鐘下絕食抗議，宣布絕食的第二天，台大組成九人教授調查小組，以八比一的壓倒性投票反對校方以莫須有罪名將李文忠退學，不過，教授們的決議仍被校方推翻。李文忠並立即接到兵單，發送到馬祖去。

### 社運時代
退學後李文忠仍參與勞工、環保、「無住屋」等社會運動。1988年3月加入民進黨。1989年任台灣勞工運動支援會執行幹事、全國自主勞工聯盟主任。

### 幕僚時代
1991年李文忠任立法委員盧修一、台灣省議員周慧瑛聯合服務處主任，12月當選第2屆國大代表。1996年3月當選第3屆國大代表。1996年任國家發展會議委員。1997年任民進黨國大黨團幹事長、蘇貞昌競選台北縣長板橋市後援會總幹事，蘇貞昌當選台北縣長後，李文忠擔任台北縣政府機要秘書。其間曾被民進黨國大代表陳婉真指稱向中國國民黨籍國大副議長謝隆盛借貸，但最後陳婉真被民進黨以「毀謗同志」為由開除黨籍。1998年任台北縣政府顧問。

### 國會時代
1998年12月、2001年12月連任第4、5屆區域立委，並任立法院國際委員會召集人。2004年曾與羅文嘉、陳其邁等發起「民進黨新文化論述」。2004年12月當選第6屆區域立委。李文忠在蘋果日報國會記者票選的整體表現最佳立委，得到的評語是「國防專業、就事論事、直言敢言」。
李文忠是第一位進入西點軍校訪問的中華民國國會議員。

### 辭職
隨著2006年總統陳水扁爆發國務機要費案，最後李文忠與同黨立委林濁水於2006年11月13日同時宣佈辭去立委一職。

### 2008年立委選舉
李文忠在2008年中華民國立法委員選舉期間，李文忠竟邀請具有現役軍人身分的時任總統府戰略顧問、前聯勤司令季麟連上將站臺拉票，違反國軍「行政中立」規定，引發社會輿論批評，季麟連上將因此被國防部長李天羽記過兩次處分。
2008年中華民國立法委員選舉，民進黨提名李文忠在臺北縣第十選舉區參選立法委員，最後敗給盧嘉辰。

### 2009南投縣縣長選舉
李文忠於2009年獲民進黨徵召參加南投縣縣長選舉，以兩萬餘票落敗於時任縣長李朝卿。

### 2014南投縣縣長選舉
2013年年中，李文忠辭任民進黨組織部主任，於6月1日宣布參選2014年南投縣縣長選舉。2013年11月19日，在經過民進黨於11月18日舉行的初選民調後，李文忠勝出，確定代表民進黨參選南投縣縣長，最終仍不敵時任立委林明溱，以五千餘票些微差距落敗。

## 選舉紀錄
| 年度 | 選舉屆數               | 選舉區           | 所屬政黨   | 得票數  | 得票率 | 當選標記 | 備註 |
| ---- | ---------------------- | ---------------- | ---------- | ------- | ------ | -------- | ---- |
| 1991 | 第二屆國民大會代表選舉 | 臺北縣第二選舉區 | 民主進步黨 | 23,590  | 11.90% |          |      |
| 1996 | 第三屆國民大會代表選舉 | 臺北縣第二選舉區 | 民主進步黨 | 44,499  | 17.95% |          |      |
| 1998 | 第四屆立法委員選舉     | 臺北縣第一選舉區 | 民主進步黨 | 33,513  | 8.10%  |          |      |
| 2001 | 第五屆立法委員選舉     | 臺北縣第一選舉區 | 民主進步黨 | 41,657  | 8.36%  |          |      |
| 2004 | 第六屆立法委員選舉     | 臺北縣第一選舉區 | 民主進步黨 | 37,216  | 8.62%  |          |      |
| 2008 | 第七屆立法委員選舉     | 臺北縣第十選舉區 | 民主進步黨 | 50,869  | 39.37% |          |      |
| 2009 | 第十六屆南投縣縣長選舉 | 南投縣           | 民主進步黨 | 107,023 | 39.75% |          |      |
| 2014 | 第十七屆南投縣縣長選舉 | 南投縣           | 民主進步黨 | 143,719 | 49.04% |          |      |

## 政治主張
李文忠曾在他公開發表的文章中表示，他的中間路線，意義是：「面對單一選區，無論總統或立委都需獲得過半數支持，因此都應該走中間路線。什麼是中間路線？中間路線指的是：一、維持現狀路線。二、身為執政黨，落實我們的政策，具體地做出政績。三、真正照顧社會中下階層。」
2012年8月29日，民進黨主席蘇貞昌到宜蘭縣為該黨提名礁溪鄉鄉長補選候選人林錫忠站台，卻傳出這不是蘇貞昌上任黨主席後第一場選戰，因為民進黨在本月中旬的花蓮縣壽豐鄉與臺東縣海端鄉鄉長補選都未提名候選人，時任民進黨組織部主任的李文忠卻回應“政治是現實的，如果一次又一次打敗（敗選），這對民進黨是好事嗎”；民進黨中執委洪智坤聽聞此事之後回應，蘇貞昌都已經說要檢討了，李文忠的說法不但是質疑蘇貞昌、也突顯組織部過於保守，是民進黨的不幸。

## 爭議

### 官司
- 第七屆立法委員選舉期間，台北縣國民黨籍立委盧嘉辰涉及賄選遭警方搜索調查。同選區的李文忠在媒體訪問時表示「我的對手...他的選舉都是用傳統的方式，也就是買票方式，那麼他還有一個太陽餅的弊案」，遭到盧嘉辰控告違反選舉罷免法104條意圖使候選人不當選而傳播不實之事。[8]本案一審判決無罪，但二審遭到法院判處8月有期徒刑、禠奪公權3年定讞。二審法官認為李文忠是「重大輕率」未查證而判決有罪、刑度卻是歷來案件最高的「輕罪重判」，[9]而被民進黨批評為政治判決。[10]

### 疑似涉嫌性騷擾
2025年2月，李文忠請辭國防安全研究院執行長，本人表示是因為心血管問題，但有媒體報導是涉嫌性騷擾。對此，國防部表示已請國防院依規定查證，並採取適當之措施。

## 妻子陳德愉
陳德愉，臺灣女記者，李文忠之妻，國立臺灣大學圖書館學系畢業，曾任聯廣職員、《新新聞周刊》記者、《TVBS周刊》記者、《時報周刊》記者，婚前與李文忠育有一子「壯壯」。
陳德愉在《新新聞周刊》記者任內，因採訪而認識李文忠。採訪後不久，當時有李文忠大學時謀生開家教班員工糟糠妻的李文忠打電話約她喝茶，一開口就問她：「願不願意以結婚為前提跟我交往？」她遂與李文忠結婚。
1999年1月，新新聞文化出版陳德愉的小說《1987那條人魚公主》。
2006年8月28日，陳德愉與李文忠共同投書《台灣蘋果日報》抨擊，民進黨不但僅以「口頭反省」回應親綠學者715聲明，沒有能力為身陷自己家族弊案的同黨籍中華民國總統陳水扁辯護，反而放任從政黨員以各種詆毀的方式攻擊由前民進黨主席施明德發起的百萬人民倒扁運動，「使得許多長期支持民進黨清廉改革理念的支持者失望」；而這種虛無的氣氛，正在吞蝕民進黨支持者希望臺灣成為「一個民主、自由、進步、有尊嚴的國家」的夢想；當這樣的夢想不再存在的時候，就是「民進黨不再有前進動力」的時候。
2006年12月13日，陳德愉與李文忠共同投書《台灣蘋果日報》，評論2006年中華民國直轄市市長暨市議員選舉：「如果綠軍仍以為，本土就可以壓倒一切，掩飾我們在清廉勤政上不為人民肯定的事實；如果藍軍仍然以為，選舉結果可繼續檢討為『民進黨比較會選舉』，而不去檢討自己的種種問題；那麼，選民將繼續以不斷下降的投票率懲罰藍綠政黨。」
2008年中華民國立法委員選舉，民進黨提名李文忠在臺北縣第十選舉區參選立法委員，陳德愉擔任李文忠競選總部文宣組工作人員。
2011年8月16日，民主進步黨籍立法委員蔡同榮自訴同黨籍立法委員柯建銘誹謗案在臺灣臺北地方法院開庭。柯建銘斥責蔡同榮「一派胡言」，更指控蔡同榮不只利用《時報周刊》詆毀他。柯建銘說，2005年，陳水扁要他選立法院院長時，蔡同榮私下威脅他，還向他表明自己「如果立委不幹，民視最大」。柯建銘還說，陳德愉在《時報周刊》服務，原本主跑民進黨路線，卻提早被社方告知要調整新聞路線，聽說就是要修理柯建銘、修理民進黨；為了避免陳德愉的尷尬，所以社方率先調整路線，讓她免除困擾。蔡同榮一直默默聆聽柯建銘的斥責，沒有太多的反駁。
《上報》成立1年後，陳德愉輾轉加入擔任「上報人物」記者。2018年12月27日，印刻文學出版陳德愉的人物寫作選集《現場：走過傷痕、愛與和解的人生日記》。

## 語錄
- 我的憂慮，是身為一位民進黨員的憂慮，身為台灣民主路途中一份子的憂慮。[19]

## 外部連結
- 線上大國民 Mighty People Online - 立法委員資料 – 李文忠
- 李文忠網站
- 李文忠Facebook

| 官衔          | 官衔                                                              | 官衔          |
| ------------- | ----------------------------------------------------------------- | ------------- |
| 行政院        |                                                                   |               |
| 前任： 邱國正 | 國軍退除役官兵輔導委員會主任委員 代理 2019年7月26日－2019年8月5日 | 繼任： 馮世寬 |